# Lagynodes luciae
Lagynodes luciae är en stekelart som beskrevs av Paul Dessart 1990. Lagynodes luciae ingår i släktet Lagynodes och familjen trefåresteklar. Inga underarter finns listade i Catalogue of Life.